# 1986-os labdarúgó-világbajnokság-selejtező (UEFA – 4. csoport)
Az 1986-os labdarúgó-világbajnokság európai 4. selejtezőcsoportjának mérkőzéseit, és a csoport végeredményét tartalmazó lapja. A csoportban körmérkőzéses, oda-visszavágós rendszerben játszottak egymással a labdarúgó-válogatottak. A selejtezőket 1984. szeptember 29. és 1985. november 16. között rendezték. A két első helyezett automatikus résztvevője lett az 1986-os labdarúgó-világbajnokságnak.
A csoportban Bulgária, Franciaország, Jugoszlávia, Luxemburg és az NDK szerepelt.
Franciaország végzett az első helyen és kijutott az 1986-os világbajnokságra, a második helyet pedig Bulgária szerezte meg és szintén kijutott a világbajnokságra.

## Tabella
| Hely. | Csapat        | M | Gy | D | V | G+ | G– | Gk  | P  | Továbbjutás                          |     | Franciaország | Bulgária | Német Demokratikus Köztársaság | Jugoszlávia | Luxemburg |
| ----- | ------------- | - | -- | - | - | -- | -- | --- | -- | ------------------------------------ | --- | ------------- | -------- | ------------------------------ | ----------- | --------- |
| 1.    | Franciaország | 8 | 5  | 1 | 2 | 15 | 4  | +11 | 11 | Kijutott az 1986-os világbajnokságra |     | —             | 1–0      | 2–0                            | 2–0         | 6–0       |
| 2.    | Bulgária      | 8 | 5  | 1 | 2 | 13 | 5  | +8  | 11 | Kijutott az 1986-os világbajnokságra |     | 2–0           | —        | 1–0                            | 2–1         | 4–0       |
| 3.    | NDK           | 8 | 5  | 0 | 3 | 16 | 9  | +7  | 10 |                                      |     | 2–0           | 2–1      | —                              | 2–3         | 3–1       |
| 4.    | Jugoszlávia   | 8 | 3  | 2 | 3 | 7  | 8  | −1  | 8  |                                      | 0–0 | 0–0           | 1–2      | —                              | 1–0         |           |
| 5.    | Luxemburg     | 8 | 0  | 0 | 8 | 2  | 27 | −25 | 0  |                                      | 0–4 | 1–3           | 0–5      | 0–1                            | —           |           |

## Mérkőzések
| 1984. szeptember 29. |

| Jugoszlávia | 0 – 0       | Bulgária |
| ----------- | ----------- | -------- |
|             | Jegyzőkönyv |          |

| JNA Stadion, Belgrád Nézőszám: 9,588 Játékvezető: Pádár László (magyar) |

| 1984. október 13. |

| Luxemburg | 0 – 4       | Franciaország                            |
| --------- | ----------- | ---------------------------------------- |
|           | Jegyzőkönyv | Battiston 2' Platini 13' Stopyra 24' 33' |

| Stade Municipal, Luxembourg Nézőszám: 7,982 Játékvezető: Henning Lund-Sørensen (dán) |

| 1984. október 20. |

| NDK                     | 2 – 3       | Jugoszlávia                          |
| ----------------------- | ----------- | ------------------------------------ |
| Glowatzky 11' Ernst 50' | Jegyzőkönyv | Baždarević 30' Vokrri 48' Šestić 80' |

| Zentralstadion, Lipcse Nézőszám: 55,045 Játékvezető: Horst Brummeier (osztrák) |

| 1984. november 17. |

| Luxemburg | 0 – 5       | NDK                             |
| --------- | ----------- | ------------------------------- |
|           | Jegyzőkönyv | Ernst 60' 76' 81' Minge 63' 78' |

| Stade de la Frontière, Esch-sur-Alzette Nézőszám: 1,179 Játékvezető: Thomas Donnelly (északír) |

| 1984. november 21. |

| Franciaország          | 1 – 0       | Bulgária |
| ---------------------- | ----------- | -------- |
| Platini 62' (11-esből) | Jegyzőkönyv |          |

| Parc des Princes, Párizs Nézőszám: 42,084 Játékvezető: Karl-Heinz Tritschler (nyugatnémet) |

| 1984. december 5. |

| Bulgária                                            | 4 – 0       | Luxemburg |
| --------------------------------------------------- | ----------- | --------- |
| Szirakov 8' Velicskov 31' Mladenov 65' Dimitrov 70' | Jegyzőkönyv |           |

| Vaszil Levszki Nemzeti Stadion, Szófia Nézőszám: 12,189 Játékvezető: Antoniosz Vasszárasz (görög) |

| 1984. december 8. |

| Franciaország           | 2 – 0       | NDK |
| ----------------------- | ----------- | --- |
| Stopyra 32' Anziani 89' | Jegyzőkönyv |     |

| Parc des Princes, Párizs Nézőszám: 46,024 Játékvezető: Paolo Casarin (olasz) |

| 1985. március 27. |

| Jugoszlávia | 1 – 0       | Luxemburg |
| ----------- | ----------- | --------- |
| Gudelj 27'  | Jegyzőkönyv |           |

| Bilino Polje Stadion, Zenica Nézőszám: 24,505 Játékvezető: Alekszandr Muskovec (szovjet) |

| 1985. április 3. |

| Jugoszlávia | 0 – 0       | Franciaország |
| ----------- | ----------- | ------------- |
|             | Jegyzőkönyv |               |

| Koševo Stadion, Szarajevó Nézőszám: 50,040 Játékvezető: Erik Fredriksson (svéd) |

| 1985. április 6. |

| Bulgária     | 1 – 0       | NDK |
| ------------ | ----------- | --- |
| Mladenov 87' | Jegyzőkönyv |     |

| Vaszil Levszki Nemzeti Stadion, Szófia Nézőszám: 47,396 Játékvezető: Franz Wöhrer (osztrák) |

| 1985. május 1. |

| Luxemburg | 0 – 1       | Jugoszlávia |
| --------- | ----------- | ----------- |
|           | Jegyzőkönyv | Vokrri 89'  |

| Stade Municipal, Luxembourg Nézőszám: 6,853 Játékvezető: Guðmundur Haraldsson (izlandi) |

| 1985. május 2. |

| Bulgária                  | 2 – 0       | Franciaország |
| ------------------------- | ----------- | ------------- |
| Dimitrov 11' Szirakov 61' | Jegyzőkönyv |               |

| Vaszil Levszki Nemzeti Stadion, Szófia Nézőszám: 57,000 Játékvezető: Brian McGinlay (skót) |

| 1985. május 18. |

| NDK                                | 3 – 1       | Luxemburg   |
| ---------------------------------- | ----------- | ----------- |
| Minge 19' 38' Ernst 45' (11-esből) | Jegyzőkönyv | Langers 76' |

| Karl-Liebknecht-Stadion, Potsdam Nézőszám: 7,848 Játékvezető: Charles Scerri (máltai) |

| 1985. június 1. |

| Bulgária      | 2 – 1       | Jugoszlávia   |
| ------------- | ----------- | ------------- |
| Getov 27' 58' | Jegyzőkönyv | Djurovski 29' |

| Vasil Levski National Stadion, Szófia Nézőszám: 59,587 Játékvezető: Vojtěch Christov (csehszlovák) |

| 1985. szeptember 11. |

| NDK                 | 2 – 0       | Franciaország |
| ------------------- | ----------- | ------------- |
| Ernst 53' Kreer 81' | Jegyzőkönyv |               |

| Zentralstadion, Lipcse Nézőszám: 70,152 Játékvezető: Pietro D’Elia (olasz) |

| 1985. szeptember 25. |

| Luxemburg              | 1 – 3       | Bulgária                                       |
| ---------------------- | ----------- | ---------------------------------------------- |
| Langers 65' (11-esből) | Jegyzőkönyv | Hellers 2' (öngól) Kostadinov 26' Dimitrov 33' |

| Stade Municipal, Luxembourg Nézőszám: 1,062 Játékvezető: David Syme (skót) |

| 1985. szeptember 28. |

| Jugoszlávia | 1 – 2       | NDK          |
| ----------- | ----------- | ------------ |
| Škoro 83'   | Jegyzőkönyv | Thom 47' 59' |

| JNA Stadion, Belgrád Nézőszám: 28,800 Játékvezető: Velodi Miminosvili (szovjet) |

| 1985. október 30. |

| Franciaország                                                       | 6 – 0       | Luxemburg |
| ------------------------------------------------------------------- | ----------- | --------- |
| Rocheteau 4' 29' 48' Touré 24' Giresse 36' Fernandez 47' (11-esből) | Jegyzőkönyv |           |

| Parc des Princes, Párizs Nézőszám: 28,597 Játékvezető: Michał Listkiewicz (lengyel) |

| 1985. november 16. |

| Franciaország  | 2 – 0       | Jugoszlávia |
| -------------- | ----------- | ----------- |
| Platini 2' 71' | Jegyzőkönyv |             |

| Parc des Princes, Párizs Nézőszám: 45,670 Játékvezető: Alexis Ponnet (belga) |

| 1985. november 16. |

| NDK                                | 2 – 1       | Bulgária   |
| ---------------------------------- | ----------- | ---------- |
| Zötzsche 4' (11-esből) Liebers 40' | Jegyzőkönyv | Gocsev 39' |

| Ernst-Thälmann-Stadion, Karl-Marx-Stadt Nézőszám: 25,879 Játékvezető: Jan Keizer (holland) |

## Góllövőlista
|  |  |